# Figi ai Giochi della XXX Olimpiade
Le Figi hanno partecipato ai Giochi della XXX Olimpiade di Londra, che si sono svolti dal 27 luglio al 12 agosto 2012.
Gli atleti della delegazione figiana sono stati 9. Alla cerimonia di apertura il portabandiera è stato Josateki Naulu, mentre quello della cerimonia di chiusura è stato Leslie Copeland.